# Mengeš
Pour les articles homonymes, voir Menges.
Mengeš est une commune du centre de la Slovénie située dans la région de la Haute-Carniole.

## Géographie
La commune est localisée à environ 15 km au nord de la capitale Ljubljana dans la région de la Haute-Carniole.

## Histoire
La commune fut pour la première fois citée dans un document en 1154.

## Démographie
Entre 1999 et 2021, la population de la commune de Mengeš a légèrement augmenté pour dépasser les 8 000 habitants,.
Évolution démographique
| 1999  | 2000  | 2001  | 2002  | 2003  | 2004  | 2005  | 2006  | 2007  |
| ----- | ----- | ----- | ----- | ----- | ----- | ----- | ----- | ----- |
| 6 539 | 6 598 | 6 664 | 6 708 | 6 718 | 6 748 | 6 816 | 6 812 | 6 927 |
| 2008  | 2009  | 2010  | 2011  | 2012  | 2013  | 2014  | 2015  | 2016  |
| 7 059 | 7 307 | 7 396 | 7 374 | 7 404 | 7 477 | 7 579 | 7 630 | 7 708 |
| 2017  | 2018  | 2019  | 2020  | 2021  |       |       |       |       |
| 7 752 | 7 917 | 8 117 | 8 279 | 8 411 |       |       |       |       |